# KK Koper Primorska
El Košarkarski klub Primorska, conocido por motivos de patrocinio como Sixt Primorska, es un equipo de baloncesto esloveno que compite en la 1. A slovenska košarkarska liga, la primera división del país. Tiene su sede en la ciudad de Koper. Disputa sus partidos en el Arena Bonifika, con capacidad para 4000 espectadores.

## Historia
Los orígenes del club datan de 1997, con la creación del KK Lastovka en la localidad de Domžale, y cuyo equipo senior se fusionó con el KOŠ Koper, dando lugar al actual KK Primorska.
Su primer gran éxito lo logró en 2018, al proclamarse campeón de la Copa de Eslovenia, tras derrotar en la final al KK Tajfun Šentjur por 83-63.

## Trayectoria
| Temporada | Nivel | Liga          | Pos. | Copa de Eslovenia | ABA Liga   | ABA Liga | Otras competiciones | Otras competiciones |
| --------- | ----- | ------------- | ---- | ----------------- | ---------- | -------- | ------------------- | ------------------- |
| 2016–17   | 1     | Liga Nova KMB | 7º   | Cuartos de final  | —          | —        | Alpe Adria Cup      | CF                  |
| 2017–18   | 1     | Liga Nova KMB | 3º   | Campeón           | ABA Liga 2 | FI       | —                   | —                   |